# Ayrshire
Ayrshire (Siorrachd Inbhir Àir en gaélico) es uno de los condados tradicionales de Escocia, situado en la zona suroeste del país.
El condado de Ayrshire tiene como capital a Ayr y, como principal ciudad, a Kilmarnock. También es de importancia la ciudad de Troon (20.000 hab.) ubicada sobre la costa, sede del famoso campeonato de "British Open de Golf", que tuvo lugar hace siete años, y, el más reciente, en 2004, que ha incrementado el número de turistas a 200.000 personas.
Ayrshire es, asimismo, una de las regiones más fértiles de Escocia: se cultivan patatas, verduras y fresas, y se cría ganado ovino y vacuno.
Forma parte de Escocia desde el siglo XI.
De particular interés histórico es el castillo de Turnberry del siglo XIII, donde se sostiene que pudo haber nacido Roberto I de Escocia.
Las subregiones históricas de Ayrshire son:
- El distrito de Carrick
- El distrito de Cunninghame
- El distrito de Kyle

## Transporte
El aeropuerto internacional de Prestwick, que sirve a la ciudad de Glasgow, se localiza en el condado de Ayrshire.